# Clarias planiceps
Clarias planiceps es una especie de pez de la familia Clariidae en el orden de los Siluriformes.

## Morfología
• Los machos pueden llegar alcanzar los 29,7 cm de longitud total.

## Distribución geográfica
Se encuentra en Sarawak (Malasia ).